# Jans Enikel
Jans Enikel († po 1302) byl rakouský středověký básník a historik, člen významné vídeňské patricijské rodiny. Enikel se narodil v první polovině 13. století, je zaznamenaný v řadě městských dokumentů z let 1271–1302 a je tvůrcem dvou veršovaných kronik. 

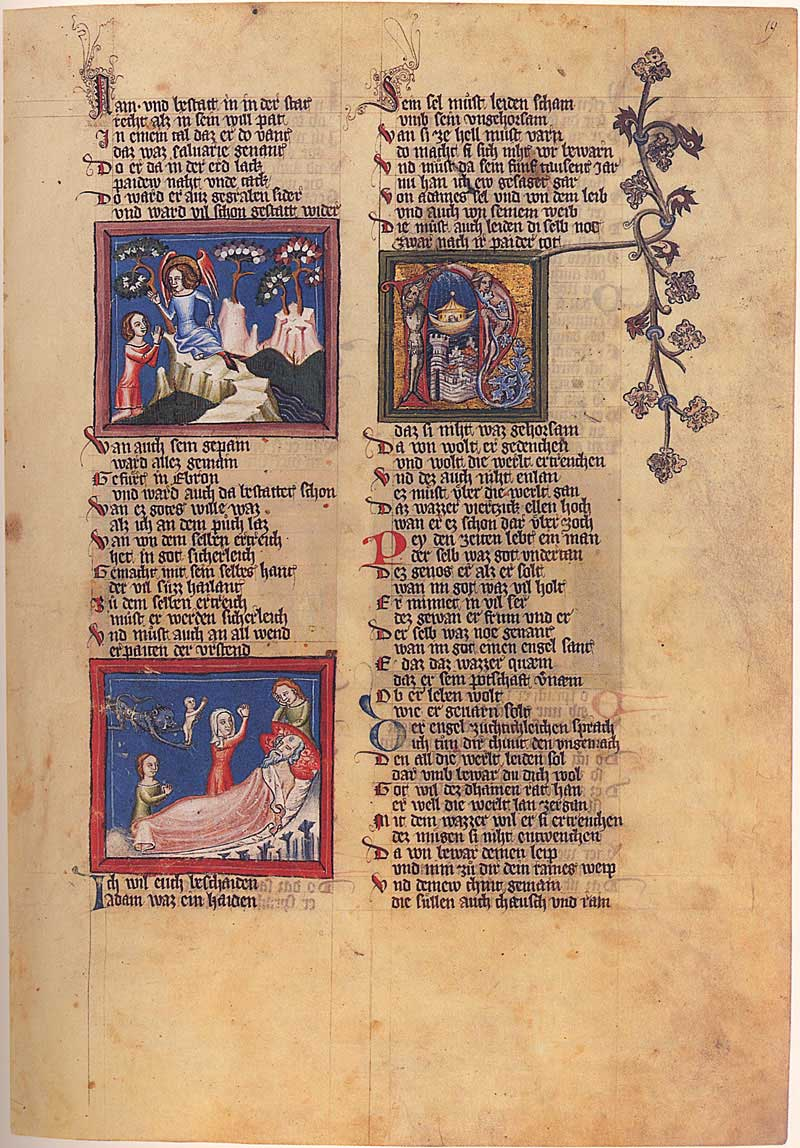
List z Enikelovy Weltchronik

## Dílo
- Světová kronika (Weltchronik) vznikla po roce 1272 a obsahuje starozákonní a novozákonní příběhy o stvoření světa, antické a římské dějiny. Končí smrtí císaře Fridricha II. v roce 1250. Je tvořena téměř třiceti tisíci verši.

- Kniha o knížatech (Fürstenbuch) se zabývá rakouskými dějinami v rozsahu let 1025–1246. Kniha obsahuje 4258 veršů a není dokončena. Významnou část zabírá líčení česko-rakouské bitvy u Lávy. Jsou zde podrobně popsáni někteří předáci českého vojska (např. Oldřich III. Korutanský, bratři Kadold a Siegfried Sirotkové, Vok z Rožmberka, Smil z Lichtemburka, Milota z Dědic a další).